# Crise des ciseaux

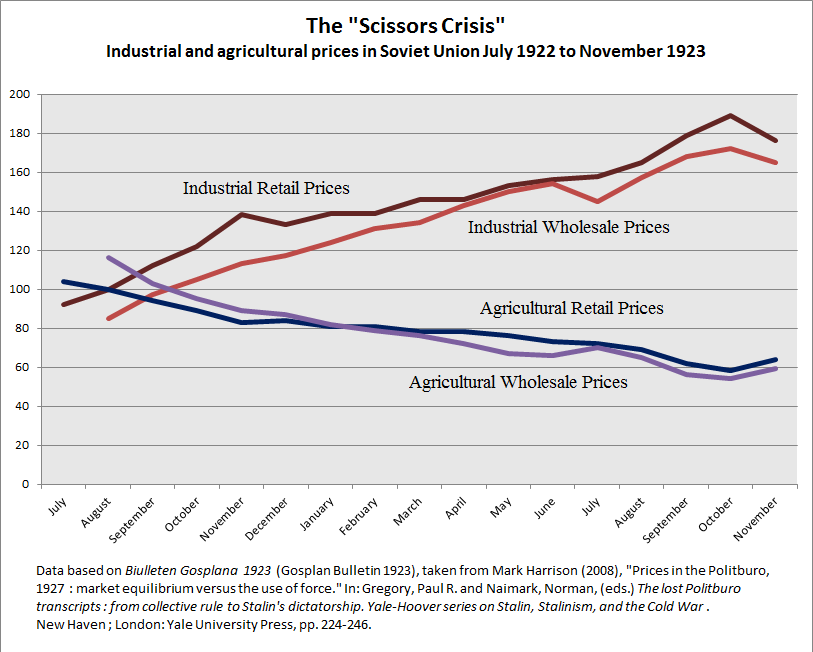
Prix de détail et de gros des produits agricoles et industriels en Union soviétique de juillet 1922 à novembre 1923

La crise des ciseaux est le nom d'un incident survenu au début de l'année 1923 dans l'histoire soviétique durant la nouvelle politique économique (NEP), lorsqu'il y avait un écart croissant (effet ciseaux) entre les prix industriels et agricoles. Le terme est maintenant utilisé pour décrire cette circonstance économique dans de nombreuses périodes de l'histoire.
Comme les lames d'une paire de ciseaux ouverts, les prix des biens industriels et agricoles se sont écartés, atteignant un pic en octobre 1923 où les prix industriels représentaient 276 % de leurs niveaux de 1913, tandis que les prix agricoles n'étaient qu'à 89 %. Le nom de ce phénomène a été donné par Léon Trotsky d'après le graphique prix / temps en forme de ciseaux.  Cela signifiait que les revenus des paysans diminuaient et qu'il devenait difficile pour eux d'acheter des produits manufacturés. En conséquence, les paysans ont commencé à cesser de vendre leurs produits et à revenir à agriculture vivrière, faisant craindre une famine.

## Causes
Une crise similaire avait eu lieu en 1916, lorsque le prix du seigle avait augmenté de 47 % tandis que celui d'une paire de bottes avait augmenté de 334 %. 
La crise s'est produite parce que la production agricole avait rapidement rebondi après la famine de 1921-1922 et la guerre civile. En revanche, l'industrie a mis plus de temps à se redresser, en raison de la nécessité de reconstruire les infrastructures. De plus, le problème a été aggravé par le gouvernement cherchant à éviter une autre famine en maintenant les prix des céréales panifiables à des niveaux artificiellement bas.

## Actions
En août 1923, une vague de grèves se répandit dans les centres industriels russes, déclenchée par la crise. Au sein du Parti communiste de l'Union Soviétique, la Déclaration de 46 a été écrite comme une protestation signée et envoyée au Comité central. 
Pour lutter contre la crise, le gouvernement a réduit les coûts de la production industrielle en réduisant les effectifs, en rationalisant la production, en contrôlant les salaires et les avantages sociaux et en réduisant l'influence des commerçants et intermédiaires (NEPmen) grâce à l'élargissement du réseau des coopératives de consommation (comme le Commissariat du peuple au commerce).
À la suite de ces actions, le déséquilibre a commencé à diminuer. En avril 1924, l'indice des prix agricoles avait atteint 92 (par rapport à son niveau de 1913) et l'indice industriel était tombé à 131.
La crise des ciseaux a causé de nombreux problèmes à long terme pour la NEP, provoquant des tensions observées avant la révolution de 1917.